# 에디 애덤스
에디 애덤스(Eddie Adams, 1933년 6월 12일 ~ 2004년 9월 19일)는 미국의 사진작가이다.
유명인과 정치인의 사진을 많이 찍었으며, 전쟁기자로서 13번의 전쟁을 취재했다. 에디 아담스가 전 세계적으로 유명해진 것은 아마 사이공식 처형이라는 사진 때문일 것이다. AP 통신 기자였던 아담스는 구정 대공세 초기였던 1968년 2월 1일, 경찰 책임자였던 응우옌응옥로안이 베트콩 장교 응우옌반렘을 권총으로 처형하는 장면을 사진으로 찍었다.
응우옌반렘은 베트콩의 암살부대 대장이었으며, 그의 부대원들은 남베트남 경찰들의 부인, 자녀, 친척들을 34명이나 살해해서 도랑에 버렸다. 그는 자신의 행위를 자랑스러워 했으며, 공산주의 이념에 투철하였고 암살 지령을 받은 사람을 제거하라는 명령을 완수했음을 과시했다고 한다.
이 사진은 제대로 된 재판과정 없이 길거리에서 무고한 시민을 살해하는 장면으로 오해되었고, 미국내 반전 여론이 급격하게 형성되는 계기를 마련했다. 훗날 아담스는 자신의 사진이 원치않은 반응을 이끌어냈다면서 매우 후회하였으며, 이 사진으로 인해서 살인마로 비난받은 응우옌응옥로안 장군과 그의 가족에게 개인적으로 사과했다.
아담스는 훗날 다음과 같은 글을 타임에 기고했다.
장군은 베트콩을 죽였지만, 나는 내 카메라로 장군을 죽였다. 사진은 이 세상에서 가장 강력한 무기이다. 사람들은 사진을 믿지만, 사진가들은 거짓말을 한다. 심지어 조작을 하지 않고도 거짓말을 한다. 사진은 절반 정도만 진실일 뿐이다.

사진이 말하지 않은 것은 이런 것이다. "당신이 이때 장군이었고, 미국인을 두어명 죽인 이른바 악당을 이 더운날 만나면 어떻게 했을 것인가?"

## 같이 보기
- 사이공식 처형